# Wiesław Zanowicz

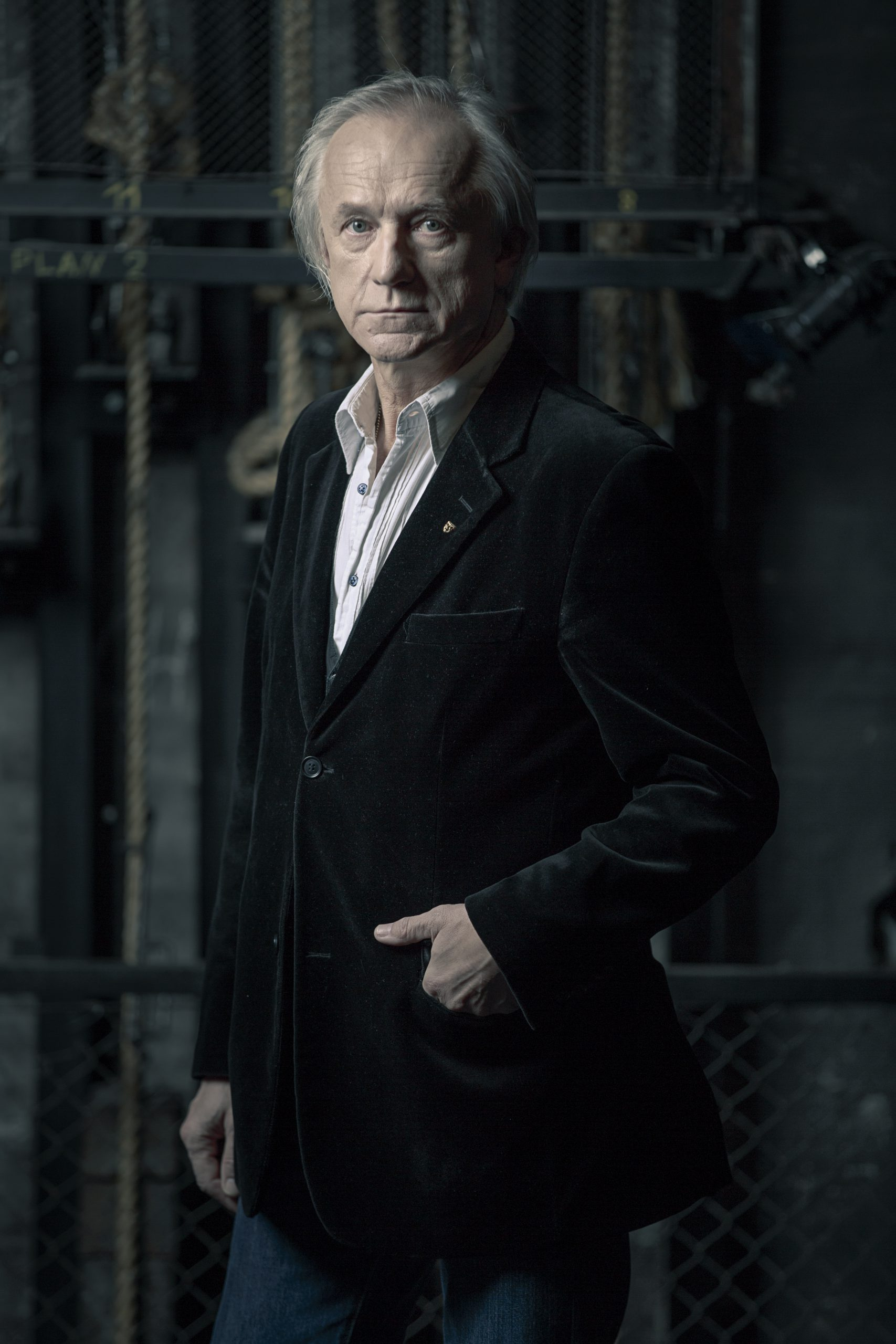
Wieslaw Zanowicz

Wiesław Zanowicz (* 9. August 1952 in Lublin, Polen als Roman Thesing) ist ein polnisch-deutscher Theater- und Filmschauspieler, Regisseur und Chanson-Sänger. 

## Ausbildung und Leben
Zanowicz besuchte von 1972 bis 1976 die Staatliche Theaterhochschule (PWST) in Warschau. Nachdem er sein Studium erfolgreich mit dem akademischen Grad Magister Artium (M. A.) abgeschlossen hatte, wurde er ab 1976 im Teatr Wspólczesny in Warschau engagiert.
Zanowicz lebt in Polen und Deutschland. Er hat zwei Kinder. 

## Filmographie (Auswahl)
Sofern bekannt, steht der Rollenname eingeklammert am Ende der Zeile.
- 1977: „Polskie drogi“, Reg. Janusz Morgenstern, (AK Partisan)
- 1977: „Der Kapitän der Orion“, Reg. Zbigniew Kuziminski, (Kapitän)
- 1978: „O cos wiecej niz przetrwanie“, Reg. Grzegorz Królikiewicz, (Krys)
- 1979: „Proces Rudolfa Hessa“, Reg. Ryszard Ber, (Zeuge)
- 1980: „Dom“, Reg. Jan Lomnicki. TVP, (Wiesiek)
- 1980: „Krab i Joanna“, Reg. Zbigniew Kuzimiñski, Film Polen, (Piotr Raksa)
- 1980: „Przed Matura“, Reg. Juliusz Janicki, TVP, (Student)
- 1980: „Ritter“, Reg. Lech Majewski, Studio Film Profil, (Händler)
- 1982: „Punkty za pochodzenie“, Reg. Franciszek Trzeciak, Polen, (Magazinverwalter)
- 1982: „Blisko coraz blizej“, Reg. Zbigniew Chmielewski, TVP, (Helmut)
- 1983: „Haracz szarego dnia“, Reg. Roman Wionczek Film Polen, (Vis)
- 1993: „Ein bisschen nett“, Reg. Marek Gierszal bei Hark Bohm; Universität Hamburg, Hamburger Filmwerkstatt e.V., (Felix)
- 1995: „Schwarz greift ein“ „Der falsche Hirte“, Reg. Klaus Gietinger (SAT1), (Jerzy)
- 1996: „Die Gang“, „Pirates“, Reg. Ben Verbong (ARD), (Kapitän Boris)
- 1998: „Tatort Gefallene Engel“, Reg. Thomas Freundner (ARD), (Beichtender)
- 2004: „Stages“, Reg. Marek Beles, CH/BRD, (Piontek)
- 2010: „Samo zycie“, Reg. Jacek Soltysiak, Polsat, (Dr. Szaniawski)
- 2012: „De Facto“, Reg. Mathias Metzler, Film Mucha, (Architekt Wieslaw Gorczycki)
- 2013: „Teufel/Devil“, Reg. Lisa Bierwirth, dffb/Berlin, (Vater)
- 2016: „Komisja morderstw“, Folge 3, Reg. Jaroslaw Marszewski, TVP, (Josef Piersig)
- 2017: „Cumbissia“, Reg. Katarzyna, Hoffmann Short Film, (Arzt)
- 2018: „Wojenne dziewczyny“, Reg. Michal Rogalski, Akson Studio, (Martins Arzt)
- 2018: „Pierwsza milosc“, Reg. Katarzyna Klimkiewicz, ATM, Polsat, (Bednarski)
- 2018: „Policjantki i policjanci“, Reg. Tadeusz Kopanski, ATM, TV4, (Tadeusz)
- 2018: „Slad“, Reg. Wojciech Nowak, Folge 14, TV Polsat, (Franciszek Zielinski)
- 2018: „Korona Krolow“, Reg. Wojciech Pacyna, TVP, (Piotr Nosal)
- 2019:  „Zycie pod zastaw“, Folge 244 „Lombard“, Reg. Blazej Wolny, TV, ATM, (Onkel Sam)
- 2020: „Der Überläufer“, Reg. Florian Gallenberger, ARD, TV-Zweiteiler, (Jacob Zielinski)
- 2020: „Szadz“, Reg. Slawomir Fabicki, TVN-Serie, Akson Studio Polen, (Jozek Patologe)
- 2021: „Na dobre I zle“, Folge 818 “Wstan I walcz”, Reg. Jaroslaw Marszewski, Serial TV Polen, (Czeslaw)
- 2021: „Uklad“, Reg. Leszek Dawid, Folge 6, TV-Serie TV Polen, (Gynäkologe)
- ab 2021: „Der Masuren-Krimi“, ARD, Degeto TV-Film, (Fryderyk Jankowsky)
  - 2021: „Fryderyks Erbe“ und „Fangschuss“, beide Reg. Anno Saul
  - 2023: „Marzanna, Göttin des Todes“ und „Freund oder Feind“, beide Reg. Sven Taddicken
  - 2024: „Blutgeld“ und „Die verlorene Tochter“, beide Reg. Frauke Thielecke
- 2022 – 2023: „War Girls“, TVP1/Polen, Folge 53/54/55, Reg. Filip Zybler (Dr. Pach)
- 2023: „Versunkene Gräber“ – Vernau, Network Movie Film/ZDF, Reg. Josef Rusnak (Marek)
- 2023: „Knochenjob“ – Die Heiland, Olga Film/ARD, Reg. Dirk Pientka (Janusz)
- 2023: „Kreis niewinnosc“, TVP1/ Polen, Reg. Krzysztof Lang (Literat II)
- 2023: „Polizeiruf 110“, RBB, Reg. Felix Korolus (Klaudiusz Mazur)

## Theater

### Engagements
- 1979: Teatr Ateneum
- 1979: Teatr im. Wandy Siemaszkowej/Rzeszów (als Gastschauspieler)
- 1976 – 1984: Theater in Warschau:
  - 1976 – 1978: Teatr Wspólczesny/Warschau
  - 1977 – 1979: Teatr na Rozdrozu/Warschau
  - 1979 – 1984: Teatr Popularny/Warschau
- 1980: Teatr Juliusza Osterwy/Krakau (als Gastschauspieler)
- 1986 – 1987: Hermes Tournee-Theater/Essen
- 1987 – 1990: Polnisches Theater/Kiel
- 1990 – 1993: Deutsch-Polnisches „theater scena ´90 gelsenkirchen“
- 1991 – 1992: Theater Werkhof Hohenlimburg/Hagen
- 1992 – 1993: Rheinisches Landestheater/Neuss
- 1992 – 1993: Städt. Bühnen/Münster
- 1993: Theater Reduta sowie Deutsche Bühnen/Berlin
- 2008 – 2010: Baltycki Teatr Dramatyczny/Köslin (als Gastschauspieler)
- ab 2011: Schauspieler bei Teatr Polski/Posen

### Rollen
Sofern bekannt, steht der Rollenname eingeklammert am Ende der Zeile.
- 1976: „Ein Fest für Boris“, Thomas Bernhard, Reg. Erwin Axer
- 1977: „Najwieksza swietosc“, Ion Druce, Reg. Maciej Englert
- 1978: „Bibel“, W. Krygier, Reg. M. Idziñski, (Mensch)
- 1979: „Kordian“, Juliusz Slowacki, Reg. S. Wieszczycki, (Kordian)
- 1980: „Der versteinerte Wald“, R. E. Sherwood, Reg. A. Ziebiñski, (Ruby)
- 1981: „Krewniaki“ M. Baucki, Reg. Andrzej Ziebiñski, (Napcio)
- 1981: „Chronik einiger Liebesunfälle“, T. Konwicki, Reg. K. Braun, (Slywek)
- 1981: „Sluby Panieñskie“, A. hr. Fredro, Reg. A. Ziebiñski, (Gustav)
- 1982: „Dantons Tod“, G. Büchner, Reg. Kazimierz Kutz, (Paris)
- 1983: „Niezapomniany rok 1961“ STS, Reg. Jerzy Markuszewski
- 1986: „Die Bremer Stadtmusikanten“, Grimm, Reg. Horst Wikinghoff, (Räuberhauptmann)
- 1987: „Die blauen Flügel“, M. Wielichkow, Reg.: T. Galia, (Stefan)
- 1988: „Schlachthof“, S, Mrozek, Reg.: T. Galia, (Direktor der Philharmonie)
- 1989: „Die letzte Nacht des Sokrates“, S. Zanew, Reg.: T. Galia, (Wärter)
- 1990: „Leki poranne“, S. Grochowiak, Reg.: T. Galia, (Doc)
- 1990: „Protest“, Vaclav Havel, Reg.: T. Galia, (Vanek)
- 1990: „Ein Indianer will zur Bronx“, Israel Horowitz, (Inder)
- 1990: „Polizei“ von Slawomir Mrozek, Reg.: Helmut Ehmig, (Gefangener)
- 1992: „Nachtasyl“, Maxim Gorki, Reg.: Vlad Mugur, (Knallkopf)
- 1992: „In 80 Tagen um die Welt“, Reg.: Sabine Fischer, (Mr. Fogg)
- 1993: „Atmosphärische Konflikte“, E.-Kästner-Liederabend, Reg.: Sibylle Kranz
- 1993: „Die Reise nach Petuschki“, J. Jerofejew, Reg.: W. Kaczkowski
- 1993: „Seance“, Ireneusz Iredynski, Reg.: W. Kaczkowski
- 2008: „Damy i Huzary“, Aleksander Fredro, Reg. Piotr Ziniewicz, (Kapitän)
- 2008: „Reuber Rumcajsa“, Ernest Bryll/Katarzyna Gaertner, Reg. Kazimierz Mazur, (Herzog)
- 2009: „Meister und Margarita“, Michail Bulhakow, Reg. Grigorij Lifanow, (Nikanor Bosy/Siemplejarow)
- 2009: „Wie es euch gefällt“, William Shakespeare, Reg. Jacek Papis, (Herzog Fryderyk/Senior)
- 2010: „Pomornik, oekologisch“, Olga Tokarczuk, Reg. Emilia Sadowska, (Postbote)
- 2011: „Amadeus“, Autor Peter Shaffer, Reg. Pawel Szkotak, (Cesarz Józef II)
- 2012: „Zazynki“, Anna Wakulik, Reg. Katarzyna Kalwat, (Jan)
- 2012: „Ocalenie“, nach Maxim Gorki und Andrei Tarkovsky, Reg. Maciej Podstawny, (Otto)
- 2012: „Hamlet“, William Shakespeare, Reg. Paweł Szkotak, (Polonius)
- 2013: „Piszczyk“, Reg. Piotr Ratajczak, (Piszczyks Vater)
- 2013: „Othello“, William Shakespeare, Reg. Pawel Szkotak, (Doge von Venedig)
- 2014: „Granica“, Zofia Nalkowska, Reg. Szymon Kaczmarek, (Herr Czechlinski)
- 2014: „Dreigroschenoper“, Bertolt Brecht, Reg. Pawel Szkotak, (Pastor Kimball)
- 2014: „Misanthrope“, J. Cholewinska/K. Kowalski, Reg.: Kuba Kowalski, (Kultusminister)
- 2015: „Krakowiacy i Gorale“, W. Boguslawski, Reg. Michal Kmiecik, (Bartlomiej)
- 2015: „Demokratie“, Michael Frayn, Reg. Pawel Szkotak, (Reinhard Wilke)
- 2015: „Szczurzysyn“, Autor und Reg. Robert Jarosz, (Ratte Penner)
- 2015: „Reisefieber“, Piotr Rowicki, Reg. Piotr Ratajczak, (Poldek 3/Onkel)
- 2016: „Drugi Spektakl“, Reg. Anna Karasinska
- 2016: „Exstravaganza“, Reg. Joanna Drozda
- 2017: „Malowany ptak“, J. Kosinski, Reg. Maja Kleczewska
- 2018: „27. Dezember“, Text Klaudia Hartung-Wojciak, Reg. Jakub Skrzywanek, (Ignacy Paderewski)
- 2018: „Kordian“, Juliusz Slowacki, Reg. Jakub Skrzywanek, (Kordian)
- 2019: „Śluby panieńskie“, Reg. Andrzej Błażewicz, (Radost)
- 2021: „Don Juan“, Reg. Wiktor Baginski, (Don Luis)

### Regie
- 1990: „Audienz“, Vaclav Havel, Reg.: W. Zanowicz
- 1990: „Protest“, Vaclav Havel, Reg.: W. Zanowicz
- 1991: „Ein freudiges Ereignis“, Mrozek, Reg.: W. Zanowicz
- 1992: „Der stumme Diener“, Harold Pinter, Reg.: Klinge/Zanowicz
- 1994: „Don Quijote und Sancho Panza“, nach Cervantes, Reg.: W. Zanowicz
- 1994: „Der Großinquisitor“ nach Dostojewski, Reg.: W. Zanowicz
- 1995: „Das Eisenbahngleichnis“ – Chansonabend, Reg.: W. Zanowicz
- 1995: „Michel in der Suppenschüssel“, Freilichtbühne Billerbeck, Reg.: W. Zanowicz
- 1997: „Im West-Ost Express“ Chanson-Schauspiel, Reg.: W. Zanowicz
- 1998: „Das ist nur Transit“- Schauspiel – Chanson, Reg.: W. Zanowicz
- 2001: „Mimi & Pat“ – Chanson-Cabaret, Reg.: W. Zanowicz
- 2002: „Rosenkrieg“ – Chanson-Musiktheater, Reg.: W. Zanowicz
- 2002: „Roman & Stefka & PiaNo“ – Straßenperformance, Reg.: W. Zanowicz
- 2004: „Berlin-Warschau“ – Chanson-Musiktheater, Reg.: W. Zanowicz
- 2004: „Der Drache Smok“ – Schauspiel f. Kinder, Reg.: W. Zanowicz

## Funk
- 1976 – 1984: Hörspiele Radio Warschau, Film-Synchron Polen
- 2005 – 2007: TV-Spots als Sprecher für TV Polonia
- 2006: WDR5, „Der Garten“ von Andrea Canobbio, Reg.: Annette Kurth (als Witold)
- 2008: WDR3/SWR, „Im Schatten der Geschichte“ von Christian Gasser, Reg. Susanne Krings/Ralf Haarmann (als Wladek)

## Auszeichnungen
- II. Preis – Theaterzwang 1992 NRW